# Pseudoeoscyllina golmudensis
Pseudoeoscyllina golmudensis is een rechtvleugelig insect uit de familie veldsprinkhanen (Acrididae). De wetenschappelijke naam van deze soort is voor het eerst geldig gepubliceerd in 2012 door Zheng & Chen.